# USS Normandy (CG-60)
L'USS Normandy (CG-60) est un croiseur lance-missiles de classe Ticonderoga au service de la marine américaine. Armé de canons navals et de missiles anti-aériens, anti-surface et anti-sous-marins, ainsi que d'autres armes, il est équipé pour la guerre sol-air, sol-sol et anti-sous-marine. 
Le croiseur devient le premier navire de guerre américain depuis 1945 à entrer en guerre lors de sa croisière inaugurale et, en 1998, il reçoit le titre de « plus grand nombre de Tomahawks tirés par un croiseur de la marine américaine ». Il porte le nom de la bataille de Normandie de la Seconde Guerre mondiale, qui a eu lieu en France le jour J et après.

## Construction
Le Normandy a été posé à Bath Iron Works, Bath, Maine, le 7 avril 1987, lancé le 19 mars 1988 et mis en service le 9 décembre 1989. Son port d'attache est Norfolk, en Virginie.

## Historique

### Guerre du Golfe
Un an seulement après sa mise en service à Newport, Rhode Island, le Normandy entre en action afin de soutenir l'effort multinational de libération du Koweït. Le Normandy et son équipage partent le 28 décembre 1990 pour rejoindre les forces des Nations unies menant les opérations Desert Shield et Desert Storm. Dans le cadre du groupement tactique de l'USS America, le Normandy transite par le canal de Suez et la mer Rouge en route vers le golfe Persique.
Le Normandy a tiré 26 missiles de croisière Tomahawk, protégé les navires et avions alliés dans la région, mené des opérations d'interdiction maritime et aidé à localiser et à détruire les mines ennemies. Il a été le premier navire de guerre américain depuis 1945 à entrer en guerre lors de sa croisière inaugurale.

### Opérations dans l'Adriatique
Le 11 août 1995, le Normandy et le groupement tactique America ont été déployés dans la mer Adriatique pour soutenir les efforts des Nations unies en République fédérale de Yougoslavie en pleine guerre. Le Normandy servait de contrôleur de l'espace aérien de l'Adriatique pour les opérations Provide Promise, Deny Flight et Sharp Guard .

### 50eanniversaire du débarquement en Normandie
Le Normandy embarque le 18 mai 1994 neuf vétérans de la Seconde Guerre mondiale, pour la commémoration du 50e anniversaire du débarquement allié sur les côtes françaises. Ces activités ont  commencé à Portsmouth en Angleterre, jusqu'au 31 mai, se terminant au Havre, en France. Plus de 15 000 visiteurs ont visité le navire tandis que la garde d'honneur du Normandy était composée d'anciens combattants qui avaient participé à divers services et événements commémoratifs des deux côtés de la Manche. Le Normandy sert de pièce maîtresse au cours des deux semaines de cérémonies, et plus particulièrement pour les commémorations nationales à Slapton Sands, Royaume-Uni, le 31 mai, par l'ambassadeur américain Crowe, et aux têtes de pont normandes le 6 juin, par le président Bill Clinton.
Le 27 juin 1994, le Normandy participe aux cérémonies de fermeture de la base navale de New York. Le président de l'arrondissement de Staten Island, Guy Molinari, et sa fille, la membre du Congrès, Susan Molinari, étaient les conférenciers invités alors que la marine cédait la base aux services d'urgence de la ville. Après quatre ans de port d'attache à Staten Island, New York, le Normandy est parti pour son nouveau port d'attache de Norfolk, en Virginie.

### Opération Deliberate Force

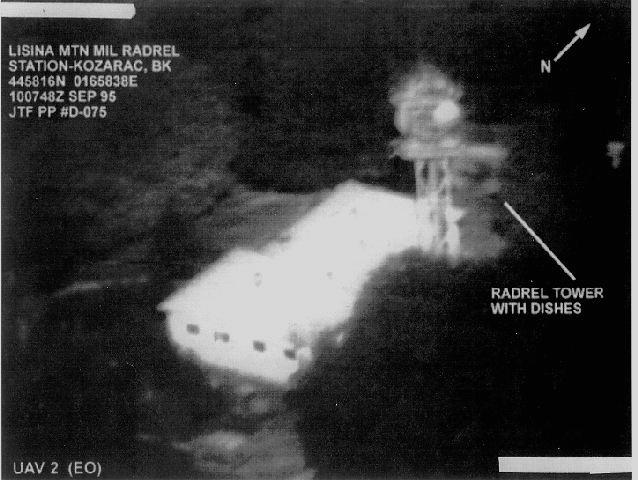
Tour de relais radio Lisina avant la frappe de Tomahawk.

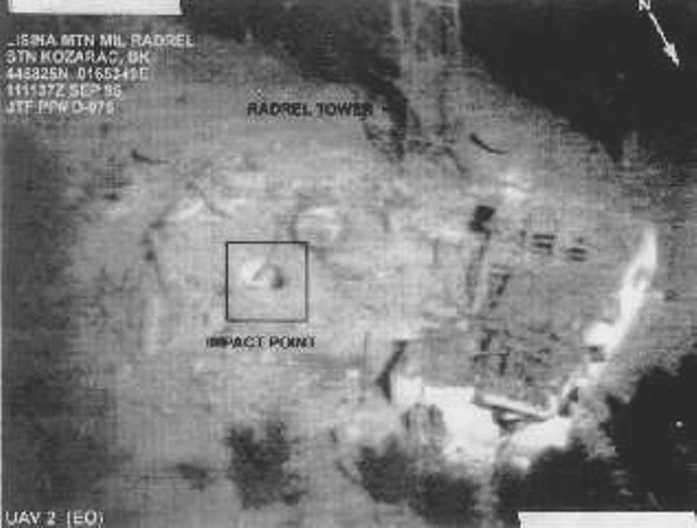
La même installation après la frappe de Tomahawk.

Le 28 août 1995, le Normandy entame un déploiement de six mois en Méditerranée avec l'America. Le 8 septembre de la même année, le Normandy est en Méditerranée occidentale en train d'organiser la rotation avec le groupement tactique sortant. Après avoir reçu ordre immédiat de se diriger au plus vite vers l'Adriatique, le Normandy parcourt les 1 600 milles marins (2 960 km) à vitesse maximale. Arrivé sur le théâtre d'opérations de l'opération Deliberate Force le 10 septembre, le Normandy lance une frappe de 13 missiles Tomahawk contre des sites hostiles de commandement et de contrôle de la défense aérienne à Lisina, en Bosnie-Herzégovine, au nord du fief bosno-serbe de Banja Luka, entre 20 h 40 et 20 h 45.
Le croiseur utilisait un nouveau type de missile Tomahawk, le modèle Block-III, qui comprenait pour la première fois le guidage GPS en combinaison avec son système TERCOM basé sur des cartes topographiques. Cela donnait de la souplesse et de la vitesse à l'attaque. Cette frappe de précision, exécutée avec succès dans un délai réduit a ouvert la voie à des frappes aériennes tactiques contre les positions militaires des Serbes de Bosnie dans la région. Cette action a envoyé un signal fort de la détermination des États-Unis et a joué un rôle important pour convaincre le gouvernement serbe de Bosnie de cesser les hostilités et de reprendre les négociations de paix. Au cours de son déploiement de six mois, le Normandy a de nouveau servi de contrôleur de l'espace aérien de l'Adriatique pour l'opération Deny Flight, Sharp Guard et Decisive Endeavour.

### Exercice Bright Star et opération Southern Watch
Le 3 octobre 1997, le Normandy entame à nouveau un déploiement de six mois, cette fois en tant que commandant de la défense aérienne du groupement George Washington. Tout au long du mois d'octobre, le Normandy participe, avec 27 autres unités internationales, à l'exercice Bright Star au large des côtes égyptiennes. À la fin de Bright Star, le Normandy reçoit l'ordre de se diriger au plus vite vers le golfe Persique. À partir du 16 novembre, le Normandy, avec d'autres unités du groupement tactique George Washington, transite par le canal de Suez, la mer Rouge, le golfe d'Oman et la mer d'Oman.
En un temps record de cinq jours, le Normandy et le George Washington entrent dans le golfe Persique et rejoignent le groupement Nimitz dans une démonstration de force et de détermination des Nations unies par rapport à l'Irak. Le Normandy assume immédiatement les fonctions de plate-forme Ready Strike dans le golfe et, plus tard, a également occupé les fonctions de commandant de la défense aérienne pour l'ensemble du golfe Persique.
Pendant quatre mois, le Normandy patrouille dans le Golfe à l'appui de l'opération Southern Watch. Pendant ce temps, il mène plusieurs opérations d'interception maritime réussies ainsi que ses fonctions courantes de frappe et de défense aérienne. Tout au long de ce déploiement, le Normandy réalise plus de 300 heures d'opérations de vol sans incident, effectué 27 ravitaillements en route et parcouru un total de 48 000 milles (77 000 km).
En route pour les vacances, le Normandy accueillit le 23 décembre la chanteuse pop Paula Cole. Le matin de Noël, il accueille le chef des opérations navales, l'amiral Jay L. Johnson, son épouse et le maître-chef de la marine ETCM John Hagan. Le groupement tactique George Washington est relevé par le groupement tactique John C. Stennis dans le golfe Persique, et le Normandy est retourné à son port d'attache de Norfolk le 3 avril 1998.  Le Normandy termine une grande maintenance le 28 février au chantier naval de Norfolk.

### Activités diverses
Le 8 mai 1990, le Normandy répond à un appel de détresse du destroyer Conyngham au large de la Virginie. Un incendie majeur de mazout a éclaté de la salle d'incendie avant du navire et s'est propagé dans la superstructure du navire, isolant l'équipage à l'avant et à l'arrière. Les équipes de pompiers du Normandy sont montées à bord de Conyngham via un transfert par petit bateau et ont joué un rôle déterminant dans l'extinction de l'incendie.
Le 21 juin 2000, le Normandy et le groupement tactique George Washington ont été déployés en Méditerranée et en mer d'Oman. Le 19 décembre, le Normandy revient à Norfolk juste à temps pour les fêtes de fin d'année. Le 20 juin 2002, le Normandy quitte la côte est des États-Unis pour se déployer. De nouveau affecté au groupement tactique George Washington, le Normandy retourne à Norfolk en décembre 2002. Le 25 mars 2005, le Normandy quitte la côte Est avec le navire d'assaut Kearsarge ESG, pour un déploiement en Méditerranée et dans le nord du golfe Persique. Le Normandy  revient à Norfolk en octobre 2005. En avril 2007, le Normandy est déployé pour une mission de 7 mois de l'OTAN. L'équipage du navire reçoit la médaille de l'article 5 de l'OTAN. 
Le 13 janvier 2010, le Normandy reçoit l'ordre de participer aux efforts humanitaires à la suite du tremblement de terre de 2010 en Haïti. Le 20 mai 2010, le Normandy est déployé dans le golfe Persique pour un déploiement de sept mois. Il revient le 12 décembre 2010. En 2012, le Normandy est déployé pendant deux mois en mer Baltique pour soutenir les relations diplomatiques dans le cadre de BALTOPS 2012 et FRUKUS 2012 (France, Russie, Royaume-Uni et États-Unis).
Le 20 avril 2015, le Normandy et le Theodore Roosevelt sont déployés au large des côtes du Yémen pour intercepter des cargaisons d'armes iraniennes présumées destinées aux rebelles houthis, qui étaient en conflit avec les forces gouvernementales yéménites.
Le 9 février 2020, alors qu'il patrouillait dans la mer d'Oman, le Normandy capture un boutre apatride transportant une cargaison de missiles sol-air produits par l'Iran.
En 2022 il est affecté au Carrier Strike Group 12.

## Décorations
Le Normandy a reçu la Navy Unit Commendation, la National Defence Service Medal et la Southwest Asia Service Medal (avec deux étoiles de bronze) pour ses efforts à l'appui des opérations Desert Shield et Desert Storm. Il a aussi reçu sa deuxième Navy Unit Commendation Medal en juin 1994, pour sa participation importante aux commémorations du Débarquement. Le Normandy a reçu sa Navy Unit Commendation et la Meritorious Unit Commendation pour ses actions pendant son séjour dans l'Adriatique. 
En 1997, il remporte le Marjorie Sterrett Battleship Fund Award pour la flotte de l'Atlantique. En 1998, le Normandy reçoit le titre du « plus grand nombre de Tomahawks tirés par un croiseur de la marine américaine », le Normandy détient trois prix Battle E pour l'excellence globale des performances à l'échelle du navire.

## Blason

### Bouclier
Le lettrage, le léopard, l'ancre et le périmètre du bouclier sont en or. La bordure sous le lettrage et le fond de la crête sont bleu foncé. Ce sont les couleurs traditionnellement associées à la Marine. Les chausse-trapes symbolisent les mines et les défenses allemandes sur les plages normandes. L'ancre caractérise la puissance et la force de la mer. Le chevron est brisé et poussé vers l'avant, indiquant le débarquement d'assaut et la "percée" des défenses ennemies; il est blanc pour l'honneur et l'intégrité, bordé de rouge pour la bravoure, le sacrifice et l'effusion de sang.

### Armoiries
L' étoile polaire représente les forces alliées qui se sont jointes pour l'invasion de la Normandie. Il représente également les quatre points du globe, signifiant la mission mondiale du Normandy. 

Le léopard d'or, adopté des armoiries de Normandie en France, représente le lieu de l'assaut et caractérise le courage, la force et la détermination des forces d'invasion. Il saisit un trident enflammé en l'honneur de Neptune, seigneur mythologique de la mer et nom de code de l'appui-feu crucial de la Marine et de la livraison des forces terrestres lors de la bataille de Normandie.

### Devise
Les mots Vanguard of Victory (en français : « Avant-garde de la victoire ») soulignent la bataille de Normandie en tant que fer de lance de la défense alliée qui a renversé le cours de la guerre en Europe, ainsi que le rôle de premier plan du croiseur AEGIS dans le monde d'aujourd'hui en tant que défenseur de la liberté mondiale.